# Claudia Nelson
Matilde Margarita Gentilini conocida artísticamente bajo el nombre Claudia Nelson (Buenos Aires, 13 de abril de 1930 - ibídem, 14 de noviembre de 1990) fue una gran actriz argentina de cine, teatro y televisión.

## Carrera
Hija única de un matrimonio conformado por Juan alberto gentilini y Ofelia Vega, vivió su infancia en Villa Ballester. Hizo sus estudios primarios en Colegiales José Hernández y la secundaria en el Colegio Santa Ana. En los años 1950 comenzó a estudiar en el Conservatorio de Arte Dramático.
Nelson inició su extensa carrera paciente y dedicada en el teatro. Trabajó con grandes de teatro y la televisión como Héctor Bates, Rey Charol, Rolando Chávez, Alfredo Monserrat, Graciela Cimer, Perla Caron, Mónica Vehil, Audón López y Hugo Asencio, entre muchos otros. También trabajó en teleteatros y radioteatros como en Por las calles de Pompeya llora el tango y la Mireya con Juan Carlos Chiappe y Juan Carlos Altavista.
En cine trabajó en las películas Un toque diferente(1977), con dirección de Hugo Sofovich, con Ernesto Bianco y Susana Giménez;  La rabona (1978), dirigida por Mario David, con Alberto Closas, Claudia Cárpena y Perla Santalla; y La cruz invertida (1985), nuevamente de la mano de Mario David, con Oscar Martínez y Ana María Picchio.
En teatro participó en obras como Esto es una verdad y La canción de los barrios, esta última, estrenada en el Teatro Presidente Alvear en 1979, y que contó con artistas de la talla de Ana María Casó, Aldo Kaiser, Norma Pons, Virginia Romay y Lita Soriano, entre otros.

## Vida privada
Casada fugazmente con un hombre ajeno al ambiente tuvo dos hijos: Claudio Gentilini, nacido el 3 de mayo de 1969 (fallecido a los 42 años en el 2011), y una hija, Marcia Gentilini, nacida el 7 de abril de 1974.

## Fallecimiento
La actriz Claudia Nelson falleció de un Infarto agudo de miocardio mientras transitaba por la calle, el 14 de noviembre de 1990, a los 60 años. 

### Filmografía
- 1977: Un toque diferente
- 1978: La rabona
- 1985: La cruz invertida'[5]

### Televisión
- ?: La pandilla
- 1972/1974: Malevo como Julieta
- 1973: Teatro como en el Teatro como Carolina
- 1974: Vivir con mamá, con Paulina Singerman, emitido por Canal 7.
- 1974: Amor en silencio como Ángeles Silva
- 1976: Cuentos para la noche
- 1976: Paulina Morales como Aída Bermejo
- 1977: Un toque diferente
- 1985: no.es un juego Vivir como elena
- 1986: Dos para una mentira como Marión Doré
- 1986 : ese hombre prohibido como Tucha
- 1987: Quiero morir mañana como Nelida
- 1990: Es tuya, Juan como Noemí, emitido por ATC con Marco Estell, Viviana Saccone y Mariana Karr.[6]

### Radioteatro
- Por las calles de Pompeya llora el tango y la Mireya.

### Teatro
- Esto es una verdad
- La canción de los barrios